# Demain je me marie
Pour plus de détails, voir Fiche technique et Distribution.
Demain je me marie est un téléfilm français réalisé par Vincent Giovanni en 2010 et diffusé le 9 février 2011 sur M6.

## Synopsis
Manon est sur le point de se marier avec William, qu'elle fréquente depuis trois ans. La veille de la cérémonie, un inconnu l'accoste et lui jure qu'elle est la femme de sa vie. Bien que troublée, Manon chasse l'importun et part retrouver William. Son fiancé tient à lui présenter Julien, son futur témoin, tout juste arrivé d'Australie. Manon découvre avec surprise qu'il s'agit de l'homme qui l'a abordée plus tôt dans la journée.

## Fiche technique
- Réalisateur : Vincent Giovanni
- Scénario : Céline Guyot et Martin Guyot
- Producteur : Antoine Perset
- Directeur de la photographie : José Gerel
- Montage : Emmanuel Douce
- Création des décors : Pascal Aubin
- Société de production : Aubes Productions
- Pays d'origine : France
- Genre : Comédie
- Durée : 1h30
- Dates de diffusions :
  - 9 février 2011 sur M6
  - 7 mars 2011 sur M6
  - 16 janvier 2013 sur M6
  - 17 mai 2017 sur 6ter
  - 29 juillet 2017 sur 6ter

## Distribution
- Delphine Chanéac : Manon
- Sagamore Stévenin : William
- Jean-Charles Chagachbanian : Julien
- Marie-Christine Adam : Hélène
- Guillaume Delorme : Yannick
- Catherine Jacob : Karine
- Jemima West : Emilie
- Elsa Kikoïne : Solène
- Élodie Hesme : Louise
- Francis Renaud : Régis
- Patrice Valota : Loïc
- Antoine Coesens : Ben
- Philippe Brigaud : grand-père René

## Autour du film
- La scène finale se déroule en Gare de La Rochefoucauld (reconnaissable et source : générique).
- La majorité du film est tourné au Château de Balzac en Charente (reconnaissable )

## Musiques additionnelles
- Casse-noisette - Valse des fleurs - Piotr Ilitch Tchaïkovski
- Should I Stay or Should I Go - The Clash
- Think - Aretha Franklin
- Are you sure - Aretha Franklin & Meredith Willson